# Вече (газета)
«Ве́че» — русская газета националистической и монархической направленности, издававшаяся в 1905—1910 годах.
Первый номер вышел в Москве 11 декабря 1905 года. Её основатель и фактический редактор-издатель — В. В. Оловеников (впоследствии также издававший сатирический журнал «Кнут»). Формально же он числился секретарём редакции, а издателем была его жена. В «Вече» № 2 (18 декабря 1905 года) редактором-издателем назван некто В. Владимирович.
В начале 1908 года Оловенников тяжело заболевает и уезжает на лечение за границу, после чего газету начинают редактировать его близкие помощники: Ф. А. Слепов, а затем несколько номеров М. Д. Плетнёв (псевдоним Ачадовский). После смерти Оловеникова (февраль 1908) газету продолжала издавать его мать, обозначенная в выходных данных как «наследники В. В. Оловеникова».
В дополнение к газете в 1908 году печатался еженедельный журнал «Вече», где помещались литературные произведения и фотографии видных монархистов.
До получения издателем разрешения на выпуск газеты (сообщение о подаче прошения на издание еженедельной газеты опубликовано в № 4 от 3 января 1906 года) «Вече» выходило в форме сборников. № 1 вышел с подзаголовком «Новая московская ежедневная политическая газета», № 2 — с подзаголовком «Московская политическая газета». В этом же номере было опубликовано объявление: «Газета „Вече“ будет выходить, когда нужно, ибо денег редактор-издатель не имеет; субсидий никаких не желает».
Главный материал № 6 от 19 января — «Счастливый день русского народа», посвящённом Высочайшему приёму Николаем II 23 декабря депутации Союза русского народа.
№ 7 от 23 января вышел под названием «Московское вече» (два предыдущих имели название «Назад»). Номер привлёк внимание публикацией «Политическая речь еврейского раввина, читанная им около 30 лет назад». № 8 от 8 февраля вышел под названием «Наше вече».
Лишь с 13 февраля газета обретает окончательный формат, и с этого времени издаётся под названием «Вече. Общественная, политическая и литературная газета, с портретами, рисунками и карикатурами». «Вече» выходило сначала по понедельникам, затем два, и потом — три раза в неделю. Тираж временами достигал 25 тысяч экземпляров. После прихода в редакцию художника Л. Т. Злотникова каждый номер выходил с злободневными карикатурами, в основном, на евреев.
Антиеврейский настрой доминировал и в публикациях «Веча». В 1907 году почти в каждом номере газеты публиковался лозунг «Прочь жиды — Русь идёт». Начиная с 3 октября 1908 года в каждом номере печатался аншлаг «Жиды должны быть выселены из России обязательно». Авторами статей и сотрудниками газеты были, в том числе, такие известные монархические деятели, как П. А. Крушеван, Н. И. Еремченко, М. Д. Плетнёв.
«Вече» публиковало много стихов, большинство из которых были тоже антиеврейской направленности. К примеру, «Вече» от 7 ноября 1906 года представило сочинение Д. Павлова «Вон из России!»:

«Вон из России! Вон, Иуда!

Довольно с нас твоих „свобод“,

Беги, предатель злой, покуда

Не возмутился весь народ!».

Главным материалом номера «Веча» от 7 декабря 1906 года было «Открытое письмо А. И. Дубровина митрополиту Антонию». В номерах, последовавших за этой публикацией, издатель помещал материалы, возвращавшие читателя к теме, которую поднял в этом письме глава Союза русского народа.
Санкции (штрафы, запреты и конфискации), накладывавшиеся на газету, были связаны в основном с перегибами в критике представителей власти — министров правительства и чинов местной администрации. Так, за публикацию в № 60 статьи «Накануне баррикад» (под псевдонимом «Наблюдатель» её написал Л. Е. Катанский), в которой служащие Петербургского градоначальства — «связанные с евреями поляки» — обвинялись в убийстве В. Ф.фон-дер Лауница, газету оштрафовали на 1000 рублей. Такой же штраф был вынесен за публикацию в № 61 (июль 1907) письма С. Ф. Шарапова с обвинениями в адрес министра финансов В. Н. Коковцова.
Из-за отсутствия средств с 10 марта 1909 года газету передали Московскому СРН, после чего она стала называться «Вече. Орган Московского Союза Русского Народа», а затем «Вече. Орган русских монархистов-союзников. Издание Московского Союза Русского Народа».
Переход газеты в руки протоиерея Восторгова вызвал конфликт: ряд бывших сотрудников Оловеникова, являвшихся политическими противниками протоиерея, публично заявили об отказе участвовать в издании. И хотя на протяжении 1909 года новые владельцы постоянно сообщали читателям о намерении перейти с 1910 года в режим ежедневной газеты, необходимого числа подписчиков набрать не удалось, и Московский отдел СРН свернул планы продолжения издания «Веча».
Единственный номер за 1910 год вышел 15 февраля, накануне второй годовщины со дня смерти основателя издания, В. В. Оловеникова. Газета вышла под заглавием «Вече. Еженедельная общественно-политическая газета». Объявляя в этом номере подписку на 1910 год, редактор-издатель Ф. А. Слепов писал, что «главное место в газете отводится удивительному чудовищному росту проснувшегося русского национального самосознания и самосохранения, вылившегося в Черносотенное Освободительное движение». Однако следующего номера газеты так и не вышло.